# جین کول
جین کول (انگلیسی: Gene Cole; february ۱۸, ۱۹۲۸ – ۱۱ ژانویهٔ ۲۰۱۸) ورزشکار دو و میدانی اهل ایالات متحده آمریکا بود.
وی در مسابقات کشوری و بین‌المللی در مجموع برندهٔ ۱ مدال نقره شده‌است.